# Christian Lütjohann
Christian Lütjohann (* 4. August 1846 in Fegetasche bei Plön; † 8. April 1884 in Kiel) war ein deutscher Klassischer Philologe.

## Leben
Lütjohann besuchte das Gymnasium zu Plön (heute Gymnasium Schloss Plön) und studierte anschließend ab 1864 Klassische Philologie, Geschichte und Geografie an der Christian-Albrechts-Universität zu Kiel (bei Otto Ribbeck und Alfred von Gutschmid). Von 1868 bis 1869 studierte er an der Universität Leipzig, wo ihn Friedrich Ritschl entscheidend prägte.
Nach dem Militärdienst im Deutsch-Französischen Krieg (1870/71) absolvierte Lütjohann sein Probejahr am Gymnasium zu Kiel und ging 1873 an das Gymnasium zu Flensburg, wo er als ordentlicher Lehrer angestellt wurde. Im Jahr 1874/1875 nahm er Urlaub, um in Italien Werke wenig bearbeiteter Schriftsteller zu kollationieren.
1876 wechselte er als Oberlehrer an das Gymnasium zu Greifswald. An der Universität Greifswald hielt er nach seiner Habilitation im selben Jahr regelmäßig Vorlesungen und kam dabei mit Ulrich von Wilamowitz-Moellendorff in Kontakt, der ihn sehr schätzte. Er vermittelte Lütjohann die Mitarbeit an den Monumenta Germaniae Historica, bei denen Lütjohann die Ausgabe der Briefe und Gedichte des Sidonius Apollinaris besorgte.
Zum 1. April 1880 wechselte Lütjohann wiederum an das Königliche Gymnasium zu Kiel. An der Christian-Albrechts-Universität wurde zum Wintersemester 1883/1884 eine außerordentliche Professur für Klassische Philologie vakant. Auf der Berufungsliste standen Gustav Löwe, Christian Lütjohann und Theodor Birt. Nachdem Löwe abgelehnt hatte, erhielt Lütjohann den Ruf und nahm ihn zum 19. Februar 1884 an. Schon am 8. April 1884, kurz nach Beginn des Semesters, starb Lütjohann nach längerer Krankheit an einem Nervenfieber.
Lütjohann beschäftigte sich besonders mit der lateinischen Literatur. In seiner Dissertation (1869) behandelte er den Elegiker Properz, in weiteren Studien die Schriften des Apuleius und des Cicero. Die Ausgabe der Epistulae et carmina des Sidonius Apollinaris konnte er wegen seines frühen Todes nicht abschließen. Sie wurde von Theodor Mommsen beendet und erschien 1887.